# Британська антарктична експедиція (1839-1843)
Британська антарктична експедиція 1839—1843 років проходила під командуванням Джеймса Росса на кораблях «Еребус» і «Терор». Експедиція тричі перетинала Південне полярне коло, а досягнуті результати не були перевершені до початку XX століття. Це остання полярна експедиція, що здійснена на вітрильних суднах. Дослідження Антарктики після неї поновилися тільки через 30 років .

## Хід експедиції
Експедиція проходила на двох кораблях — «Еребус» (командир — капітан Дж. Росс) і «Терор» (командир — Френсіс Крозьє). Кораблі для експедиції були підібрані з міркувань міцності і здатності витримувати тиск пакового льоду, найпридатнішими були визнані бомбардирські кораблі, конструкція яких додатково було посилено, доданий особливий шар обшивки. Ботаніком експедиції був 23-річний Джозеф Долтон Гукер, який згодом став близьким другом Дарвіна.
30 вересня 1839 експедиція покинула Британію, і в листопаді 1840 року дісталася до Тасманії. У першому плаванні на південь від Нової Зеландії по меридіану 170° сх. д. Росс відкрив море, яке розташоване південніше 72° пд. ш., назване його ім'ям, а також частину материка — Землю Вікторії, межею якої був Мис Адер. Був відкритий острів Росса і два вулкани — Еребус і Терор. Обстежуючи Антарктиду, експедиція досягла 78° 04' пд. ш., але далі просунутися не змогла, натрапивши на шельфовий льодовик Росса. Росс правильно визначив, що шельфовий льодовик є головним джерелом утворення айсбергів.
У другому плаванні (1841—1842) Росс вперше дійшов до 78° 09' 30" пд. ш. Далі команда обігнула Антарктиду, слідуючи на схід, і досягла Фолклендських островів. Особлива увага приділялася орнітологічним і магнітним дослідженням. В останньому сезоні експедиції (1842—1843) вдалося дістатися тільки до 71° 30' пд. ш., оскільки льодові умови виявилися вкрай несприятливими. Проте, Росс заперечував наявність полярного континенту, вважаючи всі відкриті ділянки суші островами.
Спорядження експедиції було настільки продуманим, що майже за 4 роки від хвороб не померла жодна людина. З 92 осіб команди лише один загинув, будучи змитим за борт під час шторму . Росс опублікував опис подорожі. Наукові результати узагальнив Гукер, який опублікував шеститомну «Флору Антарктики»; її друкування закінчено в 1859 році.